# Lužnice (powiat Jindřichův Hradec)
Lužniceⓘ – wieś i gmina w Czechach, w powiecie Jindřichův Hradec, w kraju południowoczeski.
1 stycznia 2017 gminę zamieszkiwało 422 osoby, a ich średni wiek wynosił 41,1 roku.